# Ujung Gading Julu
Ujung Gading Julu is een bestuurslaag in het regentschap Padang Lawas Utara van de provincie Noord-Sumatra, Indonesië. Ujung Gading Julu telt 2522 inwoners (volkstelling 2010).